# Keramisto
Keramisto is een internationale keramiekmanifestatie die sinds 1988 georganiseerd wordt bij Milsbeek, een dorp in de gemeente Gennep, gelegen in het meest noordelijke deel van de Nederlandse provincie Limburg.
De eerste editie van de manifestatie werd als 'Internationale Pottenbakkersmarkt Milsbeek' in het dorp gehouden. Begin jaren 1990 werd als vaste locatie de Mookerplas bij Plasmolen in gebruik genomen. Organisator is het Noord-Limburgs Pottenbakkers Collectief (NLPC). Het niveau van de keramiek op de markt is volgens de Nederlandse Vakgroep van Keramisten hoog. Er nemen jaarlijks meer dan honderd keramisten  uit heel Europa deel. Het is daarmee een van de belangrijkste pottenbakkersmarkten in Europa. Keramisto vindt jaarlijks plaats in het derde weekend van september.
De eerste twintig jaar van haar bestaan trok de pottenbakkersmarkt jaarlijks gemiddeld 10.000 bezoekers.